# Monica Theodorescu
Monica Theodorescu, née le 2 mars 1963 à Halle (Westf.), est une cavalière de dressage allemande.

## Biographie
Ses parents sont cavaliers tous les deux. Son père George représente la Roumanie aux Jeux olympiques d'été de 1956. Sa mère Inge, née Fellgiebel, est une cavalière de saut et de dressage, mariée brièvement à Hans Günter Winkler. Son grand-père maternel est l'écuyer et hippologue Hans Fellgiebel (de). Le frère de celui-ci, donc le grand-oncle maternel de Monica Theodorescu est le général Erich Fellgiebel, résistant au nazisme.
Monica Theodorescu commence la compétition à l'âge de douze ans. Elle remporte plusieurs Grands Prix et participe aux championnats d'Europe junior. Son premier Grand Prix est le Dressur-Derby. À dix-neuf ans, elle remporte le Concours hippique international officiel d'Aix-la-Chapelle pour la première fois. Elle gagne aussi le championnat allemand junior.
Aux Jeux olympiques, à trois reprises elle remporte la médaille d'or avec l'équipe d'Allemagne de dressage : en 1988 (avec Ganimedes), 1992 et 1996 (avec Grunox). Individuellement, elle finit 6e en 1988 et 4e en 1996. Aux Jeux équestres mondiaux de 1990, elle remporte la médaille d'or avec l'équipe d'Allemagne et le bronze en individuel. De même, elle gagne le championnat national.
Elle termine troisième à la Coupe du monde à Göteborg en 1992, puis première en 1993 et 1994. Aux championnats d'Europe en 1993 à Sežana, elle remporte la médaille d'argent en individuel et la médaille d'or en équipe. À ceux de 2007 à Chivasso, elle obtient la médaille d'argent en équipe. En 2009 à Windsor, elle gagne la médaille de bronze en individuel.
En octobre 2012, Monica Theodorescu devient entraîneuse de l'équipe d'Allemagne de dressage, après l'intérim de Jonny Hilberath consécutif au décès de Holger Schmezer (de) en avril 2012.

## Palmarès
Le palmarès de Monica Theodorescu est le suivant :

### Jeux olympiques
- Jeux olympiques de 1988 à Séoul  Corée du Sud :
  -  Médaille d'or par équipe.
  - 6e place en individuel.
- Jeux olympiques de 1992 à Barcelone  Espagne :
  -  Médaille d'or par équipe.
- Jeux olympiques de 1996 à Atlanta  États-Unis :
  -  Médaille d'or par équipe.
  - 4e place en individuel.

### Jeux équestres mondiaux
- Jeux équestres mondiaux de 1990 à Stockholm  Suède
  -  Médaille d'or par équipe.
  -  Médaille de bronze en individuel.

### Championnat d'Europe de dressage
- Championnat d'Europe 1993 à Sežana  Slovénie :
  -  Médaille d'or par équipe.
  -  Médaille d'argent en individuel
- Championnat d'Europe 2007 à Chivasso  Italie :
  -  Médaille d'argent par équipe.
- Championnat d'Europe 2009 à Windsor  Royaume-Uni :
  -  Médaille de bronze en individuel.

### Championnat d'Allemagne
- Championnat d'Allemagne 1990 :
  -  Championne d'Allemagne.

### Deutsches Dressur-Derby
- 1981 : Victoire Dame.
- 1985 : Victoire Dame.
- 1993 : Victoire Dame.
- 1997 : Victoire.